# 2026-os gravelkerékpár-világbajnokság
A 2026-os gravelkerékpár-világbajnokság a Nemzetközi Kerékpáros-szövetség (UCI) által minden évben kiírt gravelkerékpár-világbajnokság (UCI Gravel World Championships) 2026-ös eseménye, melyet az ausztráliai Nannupban rendeznek meg.